# Membres de l'Ordre du Canada, par ordre alphabétique U
| Nom                       | Ville       | Province        | Grade    | Année | Occupation |
| Irène Ayako Uchida        | Burlington  | Ontario         | Officier | 1993  |            |
| Robert James Uffen        | Kingston    | Ontario         | Officier | 1983  |            |
| Takaichi Umezuki          | Toronto     | Ontario         | Membre   | 1978  |            |
| Frank Underhill (en)      | Ottawa      | Ontario         | Officier | 1967  |            |
| Irena Ungar               | Toronto     | Ontario         | Officier | 1972  |            |
| Hugh Ungungai             | Baker Lake  | Nunavut         | Membre   | 1988  |            |
| Anthony Morse Urquhart    | Stratford   | Ontario         | Membre   | 1994  |            |
| Frederick Albert Urquhart | Scarborough | Ontario         | Membre   | 1998  |            |
| Jane Urquhart             | Stratford   | Ontario         | Officier | 2004  |            |
| Norah Roden Urquhart      | Scarborough | Ontario         | Membre   | 1998  |            |
| Lawrence C. Uteck         | Halifax     | Nouvelle-Écosse | Membre   | 2002  |            |